# Hermann Stenger
Hermann Stenger (* 29. August 1920 in München; † 26. Juni 2016) war ein deutscher römisch-katholischer Theologe, Priester, Psychotherapeut und Hochschullehrer.

## Leben
Stenger wuchs zunächst in Dießen als jüngstes von sechs Geschwistern auf, nach dem Tod der Mutter zog die Familie nach Schönsee/Opf. Ab 1926 lebte Hermann Stenger in verschiedenen Internaten, so ab 1935 in Gars im Internat der Redemptoristen, nach der Schließung der Schule 1938 wechselte er in ein weiteres Internat dieses Ordens in Günzburg, wo er 1940 sein Abitur ablegte. Im gleichen Jahr begann er an der damaligen Ordenshochschule der Redemptoristen in Gars sein Theologiestudium. Nach nur einem Semester wurde er 1940 zum Kriegsdienst eingezogen. Nach dem Kriegsende folgten zwei Jahre Kriegsgefangenschaft in England, während der er zwei Semester seines Theologiestudiums weiterführen konnte. 1947 trat er in den Orden der Redemptoristen (CSsR) ein und setzte sein Studium fort. Sein Ordensgelübde „ewige Profess“ bei den Redemptoristen legte er 1948 ab und 1951 wurde er zum Priester geweiht.
Neben der Theologie und vor dem Hintergrund seiner Tätigkeit als Lehrer, Berater und Priester wurde die Psychologie zu einer zweiten Bezugswissenschaft Stengers. Er schloss sein Psychologiestudium an der Ludwig-Maximilians-Universität 1954 mit dem Diplom und 1961 mit einer Promotion (Dr. phil.) ab. Neben anderen Weiterbildungen absolvierte er eine Lehranalyse bei Igor A. Caruso in Wien. Als Pastoraltheologe und Pastoralpsychologe fördert er den Dialog von Theologie und Psychologie, auch noch nach seiner Emeritierung. Er führt einzelne Traditionen der frühen Pastoraltheologie des 18. und frühen 19. Jahrhunderts fort, die diese als Integrationswissenschaft (von biblischer Botschaft, kirchlicher Lehre und verschiedenen Humanwissenschaften – damals „Hilfswissenschaften“ genannt) verstehen (z. B. bei Johann Michael Sailer).
Ab 1955 lehrte Stenger an verschiedenen Hochschulen: Als Professor für Psychologie an der damaligen Ordenshochschule der Redemptoristen in Gars am Inn, außerdem ab 1966 in Innsbruck, und von 1970 bis 1971 an der Hochschule für Philosophie der Jesuiten in München, sowie ab 1975 als Dozent für Pastoralpsychologie am Institut für Katechetik und Homiletik in München. Er initiierte zusammen mit Johannes Gründel das Institut für Theologische und Pastorale Fortbildung Freising. 1977 wurde er als Professor für Pastoraltheologie an die Universität Innsbruck berufen, wo er bis zu seiner Emeritierung 1990 lehrte. Er wurde auf dem Friedhof der Redemptoristen in Gars am Inn beerdigt.
Hermann Stenger war neben Joachim Scharfenberg, Dietrich Stollberg und Klaus Winkler nach dem Zweiten Weltkrieg einer der bedeutendsten Vertreter der deutschsprachigen Poimenik.
Schwerpunkte seiner Arbeit
- Die Auseinandersetzung mit der eigenen Biographie:

Stenger verstand die eigene Lebensgeschichte als theologierelevanten Ort. Biographische Reflexion war für ihn eine Art „Grundlagenforschung“, die – nicht zuletzt in der Ausbildung von Seelsorgerinnen und Seelsorgern – sich kritischen Fragen stellt und die Entwicklung von Authentizität und Tiefgang fördert.
- Überwindung des pastoralen Grundschismas:

Zu seinen pastoraltheologischen Anliegen gehörte das Bekenntnis zum „Gemeinsamen Hirtentum aller Christinnen und Christen“. Die Folgen der Trennung zwischen Klerus und Volk waren ein Grundthema Stengers. Er fordert eine Wahrnehmung der dreifachen Berufung aller Getauften und Gefirmten zur „Hirtenschaft Christi.“ Stenger hielt diese Thematik für zunehmend wichtig, da er eine „Reklerikalisierung in der katholischen Kirche“ wahrnahm.
- Die Sorge für geeignete Seelsorger:

Stenger war in der Beratung verschiedener Diözesan- und Ordensleitungen tätig. Er war mitbeteiligt am Aufbau spezieller Beratungsdienste für kirchliche Berufe in mehreren deutschen Diözesen, die sowohl den Verantwortlichen für Entscheidung über die Eignung künftiger Seelsorger als auch den Ausbildungskandidaten zur Verfügung stehen.
- Die seelsorgliche Begleitung älterer Menschen:

Der innere Zusammenhang der genannten Themenbereiche besteht in einem von Stenger öfter beschriebenen und angemahnten grundsätzlichen Verständnis von Berufung des Menschen durch Gott, die er in drei zwingend aufeinander aufbauenden Formen beschreibt:
- die Berufung als Mensch, von Gott gewollt zu sein,
- die Berufung als Christ (und somit auch zur grundlegenden Teilhabe an der Hirtenaufgabe Christi gegenüber den Menschen) und
- eine Berufung in eine jeweils individuelle besondere Form des Dienstes an den Menschen im Rahmen der Kirche.

Die zweite baut dabei notwendig auf die erste auf, die dritte auf die erste und zweite.

## Mitarbeit in Fachgesellschaften
- Hermann Stenger ist Mitinitiator, Gründungs- und Ehrenmitglied der Deutschen Gesellschaft für Pastoralpsychologie (DGfP)
- 1970 wurde er als Trainer des Deutschen Arbeitskreises für Gruppenpsychotherapie und Gruppendynamik (DAGG) anerkannt.
- Außerdem arbeitete er mit in der Konferenz der deutschsprachigen Pastoraltheologen e. V. .

## Auszeichnung
- Dr. theol. h. c. durch die Theologische Fakultät der Universität Würzburg (1993).
- Dr. theol. h. c. durch die Theologische Fakultät der Universität Wien (2001).
- Ehrenmitgliedschaft der Deutschen Gesellschaft für Pastoralpsychologie 2011 (zusammen mit Dietrich Stollberg)

## Schriften (Auswahl)
- Wissenschaft und Zeugnis. Die wissenschaftliche Ausbildung des katholischen Seelsorgeklerus in psychologischer Sicht, (= Studia theologiae moralis et pastoralis. Teil 7) Salzburg 1961; Dissertation
- Der Glaube in der Entscheidung. Versuch einer Antwort auf die Glaubenskrise der heutigen Jugend, Freiburg i. Br., 1961.
- (Hrsg.) Erziehung und Berufung. Um die Zukunft der kirchlichen Studienheime. Pfeiffer, München 1967.
- Gesellschaft, Geschlecht, Erziehung. Studien zur pädagogischen Praxis Pfeiffer, München 1971, ISBN 3-7904-0035-1.
- mit Jan Theodorus Ernst (Stellungnahmen), und Jan Kerkhofs (Analyse), Das Schicksal der Orden – Ende oder Neubeginn? (in: Hermann Stenger, Josef Parstorfer, Johannes Gründel, Klaus Doppler (Hrsg.), Kirche im Gespräch) Freiburg i. Br., Basel, Wien 1971.
- mit Karl Wilhelm Dahm, Gruppendynamik in der kirchlichen Praxis. Erfahrungsberichte (= Gesellschaft und Theologie. Praxis der Kirche, Band 16), München 1974.
- Verwirklichung unter den Augen Gottes. Psyche und Gnade, Salzburg 1985, ISBN 3-7013-0680-X.
- mit Klemens Schaupp, Träger geistlicher Berufe als Subjekte der Evangelisierung. Thesenpapier, in: Pastoraltheologische Information Nr. 8. Beirat der Konferenz der deutschsprachigen Pastoraltheologen, Mainz 1988, S. 166–170.
- (Hrsg.), Karl Berkel (Mitverfasser), Für die Berufe der Kirche. Klärung – Beratung – Begleitung, Freiburg im Breisgau, Basel, Wien 1988, ISBN 3-451-21096-7.
- Leben aus der Kraft des Glaubens, Freiburg im Breisgau 1989.
- Für eine Kirche, die sich sehen lassen kann, Innsbruck, Wien 1995, ISBN 3-7022-1977-3.
- Gestaltete Zeit, Münsterschwarzach 1996.
- mit Andreas Heller, Den Kranken verpflichtet. Innsbruck, 1997, ISBN 3-7022-2015-1 und ISBN 3-7022-2056-9.
- (mit einem Beitrag von Robert Oberforcher), Im Zeichen des Hirten und des Lammes. Mitgift und Gift biblischer Bilder, Innsbruck, Wien, 2000, 2. Aufl. ISBN 3-7022-2265-0.
- (zusammen mit Rudolf Pacik), Von der Verkündigungstheologie zur Kommunikativen Theologie, in: Bernd Jochen Hilberath (Hrsg.), Teresa Peter (Mitarb.), Wahrheit in Beziehung. Der dreieine Gott als Quelle und Orientierung menschlicher Kommunikation (= Kommunikative Theologie, Band 4), Mainz 2003, ISBN 3-7867-2453-9, S. 191–198.
- Vielfältige Beziehungen, in: Martina Blasberg-Kuhnke, Andreas Wittrahm (Hrsg.): Altern in Freiheit und Würde. Handbuch christliche Altenarbeit. München 2007, ISBN 978-3-466-36741-2.

## Link
- Anna Findl-Ludescher ,Was nachklingt – zum Tod von Hermann M. Stenger, 3. September 2016